# 마테우스 올리베이라 산투스
마테우스 올리베이라 산투스(포르투갈어: Matheus Oliveira Santos, 1997년 9월 28일~)는 브라질의 축구 선수이다.